# Leonardo Silva
Leonardo Fabiano da Silva e Silva, detto Leonardo Silva (Rio de Janeiro, 22 giugno 1979), è un ex calciatore brasiliano, di ruolo difensore.

## Caratteristiche tecniche
Gioca come difensore centrale.

## Carriera
Dopo aver vinto il Campeonato Brasileiro Série C 2002 con il Brasiliense, si è trasferito al Bahia; nel 2005 è passato al Palmeiras, società che l'ha poi mandato in prestito a diverse squadre, tra cui l'Al-Wahda negli Emirati Arabi Uniti.

## Palmarès

### Club

#### Competizioni nazionali
- Campionato Brasiliense: 1

Brasiliense: 2002
- Campeonato Brasileiro Série C: 1

Brasiliense: 2002
- Campionato Baiano: 1

Vitória: 2008
- Campionato Mineiro: 1

Cruzeiro: 2009
- Coppa del Brasile: 1

Atlético Mineiro: 2014